# ترنش
شهر ترنش (به آلمانی: Tornesch) در ایالت اشلسویگ-هل‌اشتاین در کشور آلمان واقع شده‌است.